# Барсуки (муниципальный округ Егорьевск)
Барсуки — деревня в муниципальном округе Егорьевск Московской области России.

## История
Упоминается с 1577 года в составе Крутинской волости Коломенского уезда.
До 2015 года входила в состав сельского поселения Юрцовское.
В 2015 году вошла в состав городского округа Егорьевск, образованного в том же году путем упразднения Егорьевского района и объединения всех его поселений в единый городской округ.

## Демография
Население — 122 человек (2010).
| 1859 | 1868 | 1885 | 1905 | 1926 | 2002 |
| ---- | ---- | ---- | ---- | ---- | ---- |
| 245  | ↗256 | ↗283 | ↗284 | ↘212 | ↘13  |
| 2006 | 2010 |      |      |      |      |
| →13  | ↗122 |      |      |      |      |